# Strojogradnja
Strojogradnja ili proizvodno strojarstvo je privredna djelatnost koja se bavi proizvodnjom strojeva, uređaja i prometnih sredstava, od kojih se neki koriste kao sredstva za rad te kao predmeti široke potrošnje. U područje djelovanja strojogradnje kadšto se ubrajaju djelatnosti elektrostrojogradnje (elektrostrojarstvo) i brodogradnje, a redovito i proizvodnja: 
- strojeva za prijenos i korištenje mehaničke energije,
- motora i turbina,
- crpki (pumpa) i kompresora,
- slavina i ventila,
- ležajeva,
- mehaničkih prijenosnika, te prijenosnih i pogonskih elemenata,
- industrijskih peći i plamenika,
- dizala i prenosila,
- rashladne i ventilacijske opreme,
- strojeva za opće namjene, poljoprivredu i šumarstvo,
- alatnih strojeva,
- strojeva za metalurgiju, rudnike, kamenolome i građevinarstvo, prehrambenu, tekstilnu, papirnu, grafičku industriju,
- oružja i streljiva,
- kućnih uređaja,
- mjernih instrumenata i aparata za mjerenje, kontrolu, ispitivanje, za navigacijske i drugih namjene, optičkih instrumenata i fotografske opreme,
- satova,
- motornih vozila, prikolica i poluprikolica, dijelova i pribora za motorna vozila i njihove motore,
- željezničkih i drugih lokomotiva i tračničkih vozila,
- zrakoplova, svemirskih letjelica,
- motocikla, bicikla,
- invalidskih kolica.

Među navedenim osobito se ističe proizvodnja radnih strojeva za preradbu, obradbu i oblikovanje metala i drugih materijala, te alata i mjernih instrumenata, jer su to osnovne sastavnice svih ostalih dijelova strojogradnje. U svjetskim razmjerima strojogradnja se ubraja među najvitalnije dijelove metaloprerađivačke industrije, te u potpunosti slijedi njezine tokove.

## Hrvatska strojogradnja
Hrvatska strojogradnja bila je do kraja Drugog svjetskog rata vrlo skromnih mogućnosti. Velik je napredak ostvarila u razdoblju od 1945. do kraja 1980-ih, kada je u bivšoj državi hrvatskoj strojogradnji bila dodijeljena značajna uloga u privrednom razvoju. Velika materijalna ulaganja u industrijske pogone i razvoj školstva za potrebe industrije na svim razinama izobrazbe pridonijela su osnutku niza novih velikih poduzeća strojogradnje i elektrostrojogradnje poput Rade Končara, Tvornice parnih kotlova, Prvomajske, Jedinstva i ATM-a u Zagrebu, Đure Đakovića u Slavonskom Brodu, Vlade Bagata i SAS-a u Zadru, Jugoturbine u Karlovcu i Dalmastroja u Splitu, te manjih tvornica koje su svojim proizvodnim programima nadopunjavale proizvodnju velikih sustava. Hrvatska strojogradnja tako je postala sposobna za ozbiljne izvozne poslove, ne samo na istočno tržište i na tržište nerazvijenih zemalja nego i na zahtjevno zapadno tržište. Tako su se na primjer u hrvatskim brodogradilištima proizvodili motori velikih snaga za pogon brodova, a proizvodnja vučnih strojeva zauzimala je važno mjesto u hrvatskoj metalnoj industriji (dizelske lokomotive s mehaničkim, hidrauličkim i elektroprijenosom snage, dizelski motorni vlakovi za međugradski promet, tramvaji i posebni teretni vagoni, električne lokomotive svih snaga i sustava, akumulatorska vozila i drugo). 
No s obzirom na to da je vijek isplativosti (ekonomičnosti) tehnologija u strojogradnji 3 do 10 godina, nakon čega je nužna modernizacija sredstava za rad, amortizacijske stope bile su neopravdano niske. To je izazivalo zastarjelost sredstava za rad i smanjenu konkurentnu sposobnost hrvatske industrije, što je s vremenom usmjerilo izvoz na istočna tržišta. Raspadom istočnoeuropskoga političkog i privrednog bloka potkraj 1980-ih, izvoz proizvoda hrvatske strojogradnje znatno se smanjio. Raspad bivše Jugoslavije i pogotovo ratna razaranja tijekom Domovinskoga rata bili su novi udar na tu privrednu granu. Početak promjene hrvatskoga gospodarskog sustava, uz izgubljena tržišta, izazvao je zatvaranje mnoštva važnih tvornica i nepovratno gašenje nekih dijelova proizvodnje. Dio strojogradnje u takvim uvjetima je, ponekad i spontano, počeo proizvoditi sredstva potrebna za obranu zemlje, pri čem je došla do izražaja spretnost, snalažljivost i stručna osposobljenost zaposlenih. Nakon gotovo desetogodišnje stagnacije nastupio je oporavak strojogradnje, zasnovan na malim i srednjim poduzećima, dovoljno fleksibilnima za tržišne uvjete proizvodnje i poslovanja.
U Hrvatskoj je strojogradnji (uključivši i brodogradnju) 2005. bilo zaposleno 34 900 radnika u 590 tvrtki (508 malih, 62 srednje i 20 velikih). Udio proizvodnje strojeva, uređaja i prijevoznih sredstava u ukupnoj hrvatskoj industrijskoj proizvodnji 2005. bio je 7,91%, a te je godine ostvaren izvoz vrijedan oko 1,8 milijardi američkih dolara.

## Vanjske poveznice
- Strojogradnja Hrvatska tehnička enciklopedija, portal hrvatske tehničke baštine. LZMK

- Proizvodno strojarstvo Hrvatska tehnička enciklopedija, portal hrvatske tehničke baštine. LZMK